# Algemene beginselen voor de routering van schepen
De Algemene beginselen voor de routering van schepen (General Provisions on Ships' Routeing, GPSR) is de SOLAS-standaard op het gebied van scheepsroutering. Het valt onder de Maritieme Veiligheidscommissie van de Internationale Maritieme Organisatie (IMO).
Met resolutie A.572(14) werd bepaald dat de code op 20 november 1985 van kracht zou worden. Met de code worden bepalingen uit SOLAS hoofdstuk V, voorschrift 10 nader gespecificeerd. Verkeersscheidingsstelsels hebben hiermee een bindend karakter. Ook voorschrift 1 (d) van het Verdrag inzake de Internationale Bepalingen ter voorkoming van aanvaring op zee (BvA of COLREG) bepaalt dit. De verplichting deze stelsels te volgen is vastgelegd in voorschrift 10 van BvA. Voorschrift 11 in hoofdstuk 5 van SOLAS betreft de meldingsplicht voor schepen die gebruikmaken van de stelsel.
De IMO publiceert de Ships' Routeing waarin in deel A de GPSR zijn opgenomen, in deel B alle IMO-verkeersscheidingsstelsels en routeringssystemen, in deel C de diepwaterroutes, in deel D de te vermijden gebieden en voorzorgsgebieden, in deel E andere routeringsmaatregelen, in deel F aanverwante voorschriften, deel G de meldingsplicht en deel H scheepvaartroutes in archipels. Dit laatste komt ook aan bod in deel IV van het VN-Zeerechtverdrag (UNCLOS).
Circulaire MSC.1/Circ.1060 geeft richtlijnen over hoe om te gaan met routerings- en meldingssystemen.
Het initiatief voor het instellen van routeringssystemen ligt bij de kuststaten en in de territoriale wateren heeft deze daar volgens UNCLOS ook de bevoegdheid toe, zolang de onschuldige doorvaart maar niet belemmerd wordt. In de territoriale wateren kan een kuststaat dus routeringssystemen aanwijzen zonder de IMO daarbij te betrekken. Deze blijven dan echter vrijwillig.